# Pieve di Rosa
Pieve di Rosa (Plêf in friulano) è la più antica frazione del comune di Camino al Tagliamento.
È posizionata a ridosso dell'argine del fiume Tagliamento, a sud-ovest del capoluogo.

## Storia
Nella zona dell'attuale Pieve di Rosa passava certamente la strada romana che da Concordia Sagittaria portava al Norico. Nel 1808 ne è stata infatti rinvenuta una pietra miliare.
È quindi probabile che già in epoca romana ci fossero insediamenti, anche in considerazione della vicinanza con il guado del fiume e della necessità di punti di ristoro ed assistenza.
Dopo l'anno mille e le disastrose invasioni barbariche che devastarono la pianura friulana, nella zona si svilupparono diversi villaggi fra cui spiccava quello di Rosa. 
Un primo riferimento a Pieve di Rosa è riscontrabile nella Bolla di papa Lucio III del 1182, dove si parla anche di una "Ecclesia Nova", quindi di una chiesa recente, probabilmente non anteriore all'XI secolo. 
Ulteriori riscontri sulla preminenza di Rosa sui villaggi limitrofi si ricava dalla Bolla del 1187 di Papa Urbano III, dove viene espressamente citata come chiesa di riferimento e quindi "Pieve", soggetta all'Abbazia Benedettina di S. Maria in Sylvis di Sesto al Reghena e con presidio sulle vicinanti ville di Camino, Biauzzo, San Vidotto, Bugnins, Straccis, Glaunicco, Bando e poi Carbona. L'attuale comune di riferimento era quindi un tempo una villa dipendente dalla Pieve di Rosa, poi divenuta una sua frazione.
Viene poi documentata l'esistenza di un'ulteriore villa subordinata, con la medesima denominazione della Pieve: la Villa di Rosa, che aveva propria chiesa e curato, comunque dipendente dal pievano.
Il fiume Tagliamento ha più volte distrutto sia la Pieve matrice sia la Villa di Rosa. Quest'ultima è stata infine ricostruita sulla sponda opposta del fiume, dove oggi si trova con il semplice nome di "Rosa", nel comune di San Vito al Tagliamento.
Alla Villa di Rosa ed alla Pieve di Rosa fanno riferimento le cronache dell'apparizione della Beata Vergine Maria del 2 febbraio 1655, al trasporto dell'immagine miracolosa a San Vito al Tagliamento ed alla successiva costruzione del Santuario della Madonna di Rosa.
Nel 1911 le ville hanno assunto dignità di parrocchie, divenendo autonome, e la residenza del pievano è stata trasferita a Camino.

## La chiesa matrice di S. Maria
L'attuale chiesa di Pieve di Rosa, dedicata a Santa Maria, fu ricostruita intorno al 1455 dopo l'ultima devastante alluvione. Vi si possono ancora osservare sculture cinquecentesche attribuibili alla bottega del Pilacorte e altre opere minori, tra cui una pala d'altare del pittore friulano Lucilio Candido e la pala di Pietro Petrei con la Trinità e le anime purganti, nel cui angolo inferiore destro è raffigurato il pievano Flagotti, a cui si devono l'ampliamento della chiesa nel XVII secolo e il suo abbellimento.

Foto della chiesa di S. Maria
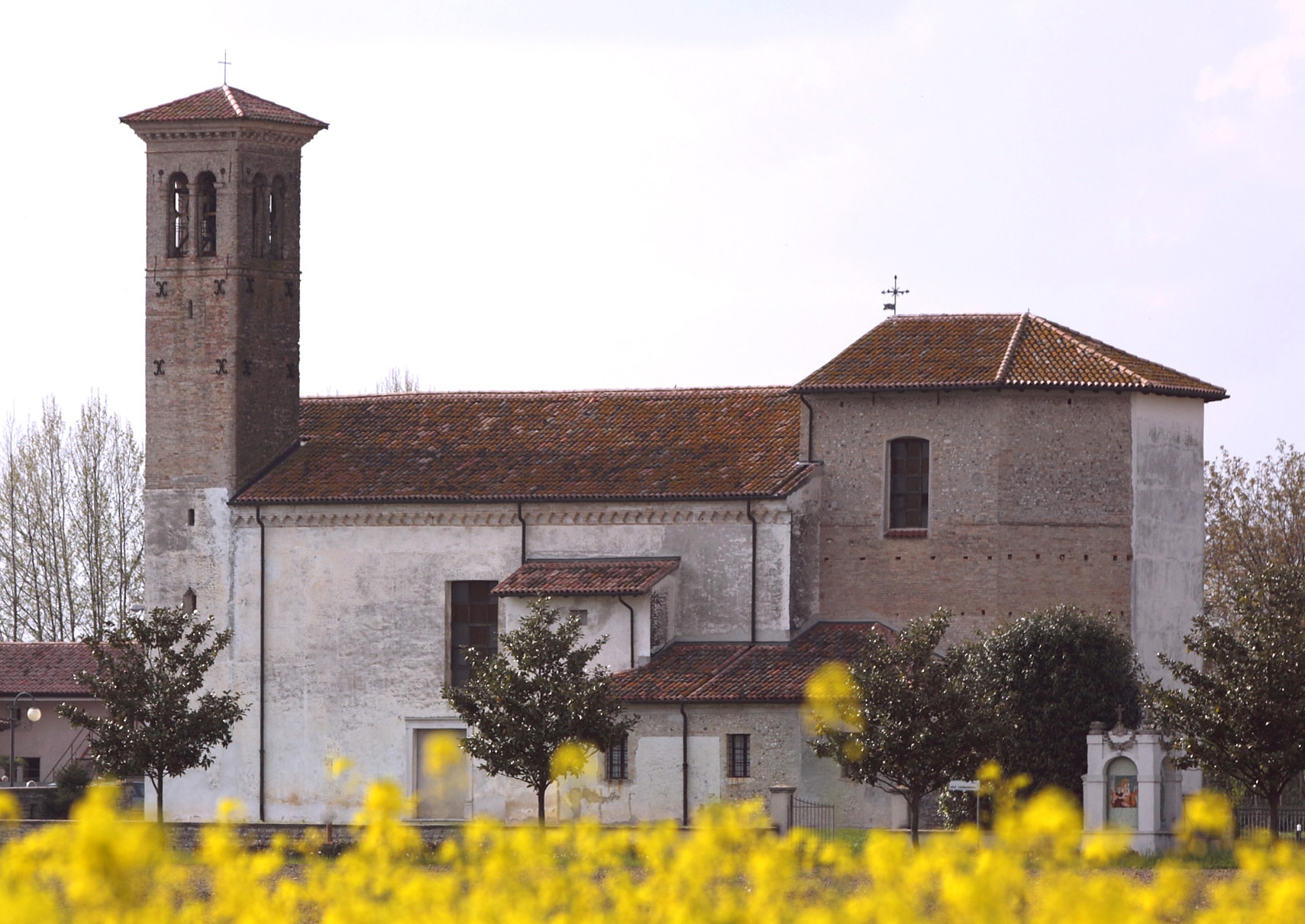
Vista da sud-est
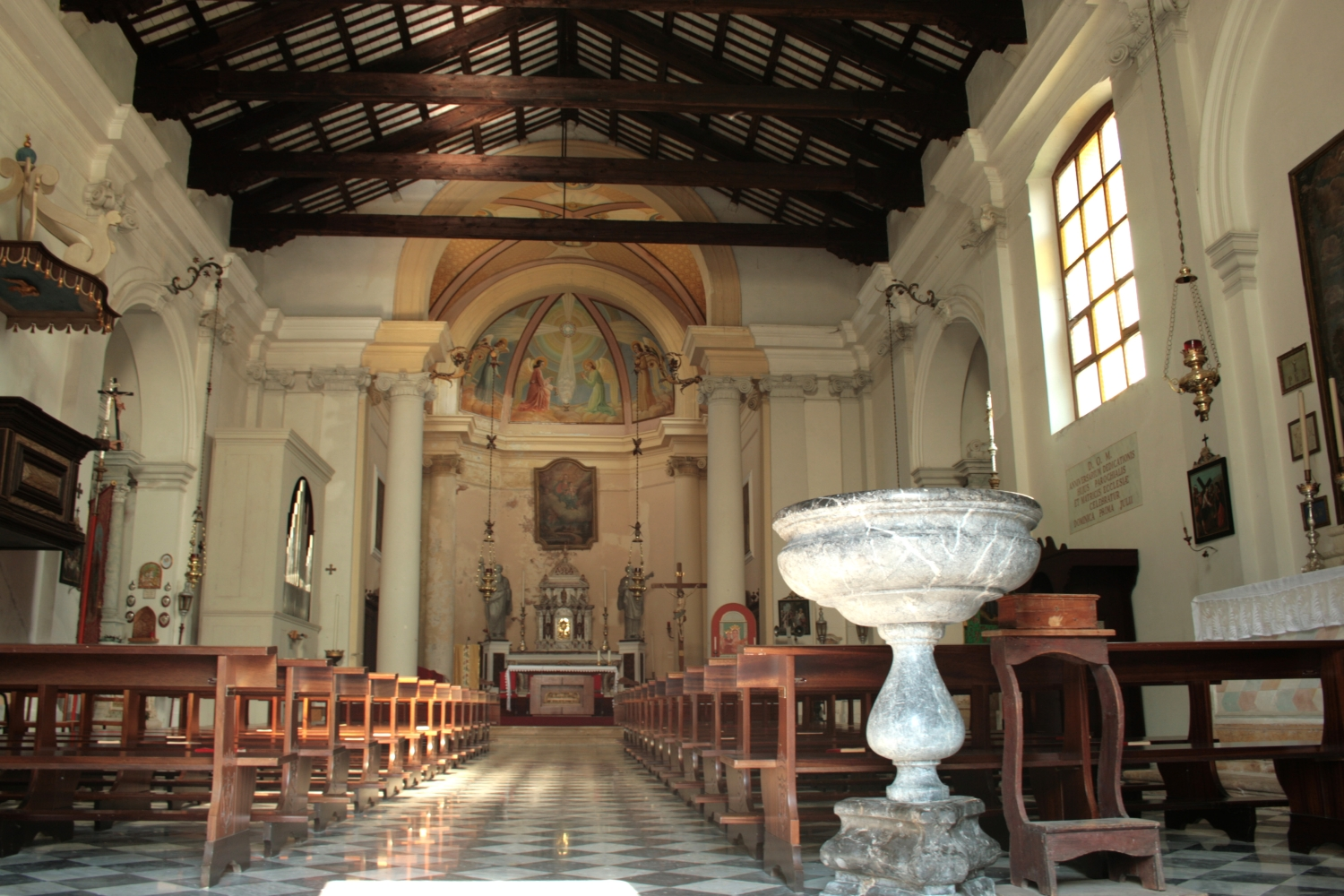
Interno